# スクールプレゼンター
スクールプレゼンターは2002年4月に内田洋行から発売された学習教材のオーサリングツールであり、また、オーサリングしたものをプロジェクタで投影することができるWindows用のアプリケーションである。現在、算数1年生〜6年生（計6本）、理科「天気の変化」、社会5年生が発売されている。

## 概要と特徴
算数
小学校1年生から6年生まで、各学年にあわせた分度器や三角定規、時計、はかりなど算数の授業で使用する教具を揃える。発売当初のバージョンは1.0であり、その後1.2を経て、1.5に至る。算数のみバージョンアップを経ているので、『算数5年生ver.1.5』のように、バージョン情報をつけて表示することが多い。バージョン1.2までは、アンドゥ機能がなく、オーサリング時に多少の不便があったものの、1.5ではアンドゥ機能も搭載され、オーサリングも比較的スムーズにできる設計となっている。2008年2月よりVersionが一新された。1.5の次世代のバージョンは、EXとなっている。これにともないすべての機能が刷新されている。
理科「天気の変化」
温度計、雲画像や太陽の動きをシミュレーションできる教具など、小学校5年生の理科において天気の変化を学習する際に必要であるコンテンツを揃える。社会・理科の発売時に、先行販売された算数のバージョンが1.2であったため、バージョンは1.2となる。
社会5年生
小学校5年生の社会科の授業内容にあわせた教具とサンプルデータ、動画がプレインストールされている。理科と同じく、発売時よりバージョンは1.2となる。

## 算数授業ICT研究会
スクールプレゼンターが使われている算数授業の研究会である。
- 第1回算数授業ICT研究会　2005年8月1日
- 第2回算数授業ICT研究会　2006年2月4日
- 第3回算数授業ICT研究会　2006年8月5日
- 第4回算数授業ICT研究会　2007年2月3日
- 第5回算数授業ICT研究会　2007年8月4日
- 第6回算数授業ICT研究会　2008年2月2日
- 第7回算数授業ICT研究会　2008年8月6日
- 第8回算数授業ICT研究会　2009年1月24日